# Jake Johnson
Jake Johnson (tên khai sinh: Mark Jake Johnson Weinberger; sinh ngày 28 tháng 5 năm 1978) là một diễn viên người Mỹ. Anh được biết đến nhiều qua vai Nick Miller trong sitcom New Girl (đài Fox). Cũng với vai diễn này, anh nhận được một đề cử giải Teen Choice Award.

## Danh sách phim

### Điện ảnh
| Năm  | Tên                                | Vai                                    | Ghi chú                    |
| ---- | ---------------------------------- | -------------------------------------- | -------------------------- |
| 2007 | Bunny Whipped                      | Basketball Player                      |                            |
| 2008 | Redbelt                            | Guayabera Shirt Man                    |                            |
| 2009 | Paper Heart                        | Nicholas Jasenovec                     |                            |
| 2010 | Get Him to the Greek               | Jazz Man                               |                            |
| 2010 | Ceremony                           | Teddy                                  |                            |
| 2011 | Spilt Milk                         | Todd                                   |                            |
| 2011 | No Strings Attached                | Eli                                    |                            |
| 2011 | A Very Harold & Kumar 3D Christmas | Jesus Christ                           |                            |
| 2012 | Safety Not Guaranteed              | Jeff Schwensen                         |                            |
| 2012 | 21 Jump Street                     | Principal Dadier                       |                            |
| 2013 | Drinking Buddies                   | Luke                                   |                            |
| 2013 | The Pretty One                     | Basel                                  |                            |
| 2013 | Coffee Town                        |                                        |                            |
| 2014 | The Lego Movie                     | Barry (lồng tiếng)                     | Vai khách mời              |
| 2014 | Neighbors                          | Sebastian Cremmington                  |                            |
| 2014 | Let's Be Cops                      | Ryan O'Malley                          |                            |
| 2015 | Digging for Fire                   | Tim                                    | Kiêm biên kịch và sản xuất |
| 2015 | Jurassic World                     | Lowery Cruthers                        |                            |
| 2016 | Joshy                              | Reggie                                 |                            |
| 2016 | Mike and Dave Need Wedding Dates   | Ronnie                                 |                            |
| 2017 | Win It All                         | Eddie Garrett                          | Kiêm biên kịch và sản xuất |
| 2017 | Smurfs: The Lost Village           | Grouchy Smurf (lồng tiếng)             |                            |
| 2017 | Becoming Bond                      | Peregrine Carruthers                   | Phim tài liệu              |
| 2017 | The Mummy                          | Sergeant Chris Vail                    |                            |
| 2018 | Tag                                | Randy "Chilli" Cilliano                |                            |
| 2018 | Spider-Man: Into the Spider-Verse  | Peter Parker / Spider-Man (lồng tiếng) |                            |